# Рандвийр, Александр Аугустович
Алекса́ндр А́угустович Ра́ндвийр (эст. Aleksander Randviir; 1895—1953) — советский и эстонский актёр.

## Биография
Родился 1 марта 1895 года в Вайваре (ныне Ида-Вирумаа, Эстония). Сценическую деятельность начал в 1918 году в Петрограде в самодеятельном флотском театре, учился в театральной студии Балтийского флота под руководством П. В. Самойлова. В 1922—1924 годах — в театральном училище общества «Драмастуудио». Участвовал в спектаклях Таллинского драматического театра.
В 1924—1927 годах работал режиссёром в Вайваре.
В 1927—1931 годах — актёр Таллинского рабочего театра.
В 1931—1935 годах — актёр театра «Драмастуудио» (Таллин).
В 1935—1941 годах — актёр театра «Ванемуйне» (Тарту).
В 1941 году — театра «Эстония» (Таллин).
В 1949—1953 годах — актёр ГАТД имени В. Э. Кингисеппа (Таллин).
Исполнительская манера Рандвийра в начале его творческого пути отличалась романтической патетикой. Впоследствии в его игре всё более отчётливо утверждаются реалистические тенденции. Особенно удавались ему образы людей из народа.
Умер 10 июля 1953 года в Таллине.

## Семья
- сын — Юрий Рандвийр (1927—1996), эстонский шахматист и шахматный журналист[1]
- дочь — Тийу Рандвийр (род. 1938), балерина, народная артистка Эстонской ССР[1]

## Творчество

### Роли в театре
- 1946 — «Крысы» Х. Раудсеппа
- 1949 — «Куда идёшь, товарищ директор?» А. Хинта — Пиме Юхан
- 1950 — «Ветер с юга» Э. Грина — кулак Хууко Куркимяки
- 1951 — «Песнь Легенда о любви» Г. М. Мусрепова — певец Жаркын
- 1952 — Недоросль Д. И. Фонвизина — Стародум; «Женихи» А. М. Токаева — Салам, председатель колхоза
- 1953 — «Калиновая роща» А. Е. Корнейчука — Архип Герасимович Вакуленко
- «Призраки» А. М. Якобсона — Лепик
- «Пер Гюнт» Г. Ибсена — Пер Гюнт
- «Цветущее море» А. Мялька — Турья Лаао
- «Русские люди» К. М. Симонова — Иван Иванович Глоба
- «Домовой» Э. Вильде — Вестман

## Фильмография
- 1931 — Ночью — Юхан Пярн
- 1947 — Жизнь в цитадели — плотник Клейнаст
- 1951 — Свет в Коорди — Вау

## Награды и премии
- заслуженный артист Эстонской ССР (1952)
- Сталинская премия третьей степени (1952) — за исполнение роли Вау в цветной кинокартине «Свет в Коорди» (1951) производства киностудии «Ленфильм» и Таллинской киностудии[1]